# カンジダペプシン
カンジダペプシン(Candidapepsin, EC 3.4.23.24)は、以下の化学反応を触媒する酵素である。
疎水性アミノ酸のカルボキシル基を選択的に切断するが、インスリンB鎖のLeu15-Tyr、Tyr16-Leu、Phe24-Pheは切断できない。トリプシノーゲンを活性化し、ケラチンを分解する。
この酵素は、酵母Candida albicansが持つ。